# (25001) Pacheco
(25001) Pacheco es un asteroide perteneciente al cinturón de asteroides descubierto por Ángel López Jiménez el 31 de julio de 1998 desde el Observatorio Astronómico de Mallorca (Costixt).

## Designación y nombre
Designado provisionalmente como 1998 OW6 fue nombrado "Pacheco" en honor a Rafael Pacheco, astrónomo amateur nacido en Madrid, uno de los primeros aficionados especializados en astrometría.

## Características orbiatles
Está situado a una distancia media de 2,6000627 ua, pudiendo alejarse un máximo de 3,338 ua y acercarse un máximo de 1,862 ua: tiene una excentricidad de 0,283.

## Características físicas
Este asteroide tiene una magnitud absoluta de 14,4.